# Efecto mesomérico

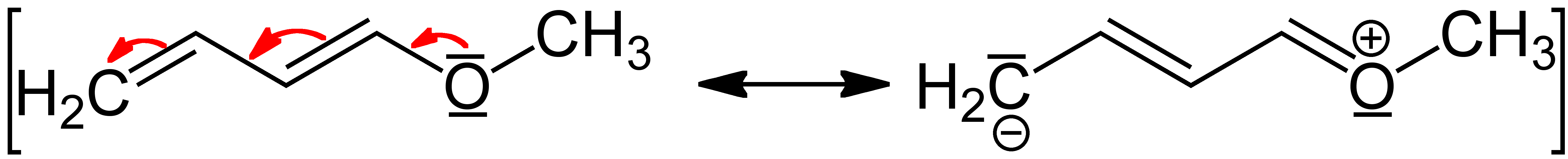
+M efecto

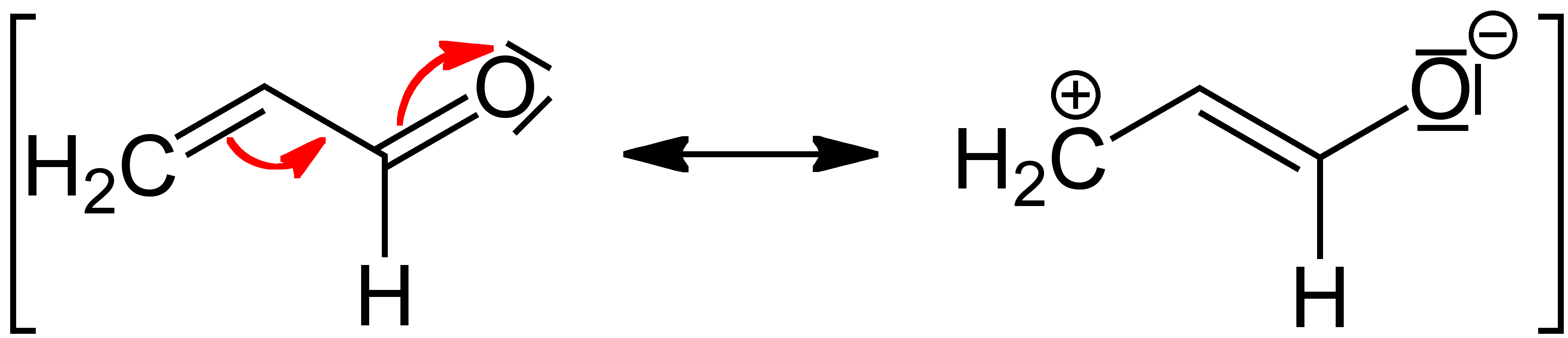
–M efecto

En química, el efecto mesomérico, efecto de resonancia o efecto conjugativo es una propiedad de los sustituyentes o grupos funcionales en un compuesto químico. El efecto es usado en una forma cualitativa, y describe las propiedades de atracción o liberación de electrones de los sustituyentes, basándose en estructuras resonantes relevantes, y es simbolizada por la letra M. El efecto mesomérico es negativo (-M) cuando el sustituyente es un grupo que atrae electrones, y el efecto es positivo (+M) cuando, a partir de la resonancia, el sustituyente es un grupo que libera electrones.
- Ejemplos de sustituyentes -M: acetilo - nitrilo - nitro
- Ejemplos de sustituyentes +M: alcohol - amina

El flujo neto de electrones desde o hacia el sustituyente está determinado también por el efecto inductivo. El efecto mesomérico como resultado del traslape de orbital p (resonancia) no tiene efecto alguno en este efecto inductivo, puesto que el efecto inductivo está relacionado exclusivamente con la electronegatividad de los átomos, y su química estructural (qué átomos están conectados a cuáles).
Los conceptos de efecto mesomérico, mesomerismo y mesómero fueron introducidos por Ingold en 1938, como una alternativa al concepto sinonímico de resonancia de Linus Pauling. El "mesomerismo" en este contexto, suele encontrarse frecuentemente en la literatura alemana y francesa, pero en la literatura inglesa domina el término "resonancia".